# Landtagswahlkreis Landkreis Rostock II
Der Landtagswahlkreis Landkreis Rostock II (bis 2015: Bad Doberan II) ist ein Landtagswahlkreis in Mecklenburg-Vorpommern. Er umfasst vom Landkreis Rostock die Gemeinden Dummerstorf, Graal-Müritz und Sanitz sowie die Ämter Carbäk, Rostocker Heide, Tessin und Warnow-West.

## Wahl 2021
Bei der Landtagswahl in Mecklenburg-Vorpommern 2021 gab es in diesem Wahlkreis folgendes Ergebnis:
| Partei               | Direktkandidat     | Erststimmen      | Zweitstimmen     |
| -------------------- | ------------------ | ---------------- | ---------------- |
| SPD                  | Dirk Stamer        | 34,2 %           | 40,2 %           |
| AfD                  | Stephan Teschner   | 16,2 %           | 15,0 %           |
| CDU                  | Veikko Hackendahl  | 16,7 %           | 13,8 %           |
| Die LINKE            | Peter Georgi       | 11,4 %           | 9,6 %            |
| GRÜNE                | Klaus-Michael Bull | 7,1 %            | 6,2 %            |
| FDP                  | Christian Joachim  | 8,5 %            | 7,2 %            |
| NPD                  | –                  | –                | 0,6 %            |
| Tierschutzpartei     | –                  | –                | 1,4 %            |
| Freier Horizont      | –                  | –                | 0,2 %            |
| Die PARTEI           | –                  | –                | 0,6 %            |
| FREIE WÄHLER MV      | Ronald Witte       | 2,2 %            | 1,2 %            |
| PIRATEN              | Jan-Peter Rühmann  | 0,8 %            | 0,4 %            |
| LKR                  | –                  | –                | 0,0 %            |
| DKP                  | –                  | –                | 0,1 %            |
| Bündnis C            | –                  | –                | 0,1 %            |
| TIERSCHUTZ hier!     | –                  | –                | 0,4 %            |
| dieBasis             | Michael Köhler     | 3,0 %            | 2,1 %            |
| DiB                  | –                  | –                | 0,1 %            |
| FPA                  | –                  | –                | 0,0 %            |
| ÖDP                  | –                  | –                | 0,1 %            |
| Die Humanisten       | –                  | –                | 0,1 %            |
| Gesundheitsforschung | –                  | –                | 0,2 %            |
| Team Todenhöfer      | –                  | –                | 0,2 %            |
| UNABHÄNGIGE          | –                  | –                | 0,2 %            |
| Wahlberechtigte      | 45.569 Einwohner   | 45.569 Einwohner | 45.569 Einwohner |
| Wahlbeteiligung      | 78,6 %             | 78,6 %           | 78,6 %           |

## Wahl 2016
Bei der Landtagswahl in Mecklenburg-Vorpommern 2016 gab es folgende Ergebnisse:
| Partei           | Direktkandidat     | Erststimmen      | Zweitstimmen     |
| ---------------- | ------------------ | ---------------- | ---------------- |
| SPD              | Dirk Stamer        | 29,4 %           | 31,5 %           |
| CDU              | Lars Gotham        | 24,0 %           | 21,5 %           |
| DIE LINKE        | Peter Georgi       | 15,8 %           | 12,6 %           |
| GRÜNE            | Klaus-Michael Bull | 5,3 %            | 4,8 %            |
| NPD              | –                  | –                | 1,6 %            |
| FDP              | Stephan Giersberg  | 3,6 %            | 3,4 %            |
| FAMILIE          | –                  | –                | 1,0 %            |
| PIRATEN          | –                  | –                | 0,4 %            |
| FREIE WÄHLER     | –                  | –                | 0,3 %            |
| Die PARTEI       | –                  | –                | 0,5 %            |
| Die Achtsamen    | –                  | –                | 0,1 %            |
| ALFA             | –                  | –                | 0,3 %            |
| AfD              | Burkhard Rohde     | 20,1 %           | 19,8 %           |
| Bündnis C        | –                  | –                | 0,1 %            |
| DKP              | –                  | –                | 0,2 %            |
| Freier Horizont  | Mathias Kabbe      | 1,8 %            | 0,8 %            |
| Tierschutzpartei | –                  | –                | 1,2 %            |
| Wahlberechtigte  | 47.531 Einwohner   | 47.531 Einwohner | 47.531 Einwohner |
| Wahlbeteiligung  | 69,7 %             | 69,7 %           | 69,7 %           |

## Wahl 2011
Bei der Landtagswahl in Mecklenburg-Vorpommern 2011 kam es zu folgenden Ergebnissen:
| Partei          | Direktkandidat     | Erststimmen      | Zweitstimmen     |
| --------------- | ------------------ | ---------------- | ---------------- |
| SPD             | Volker Schlotmann  | 32,3 %           | 34,6 %           |
| CDU             | Peter Stein        | 30,7 %           | 24,8 %           |
| DIE LINKE       | Fritz Tack         | 19,7 %           | 17,6 %           |
| GRÜNE           | Klaus-Michael Bull | 9,3 %            | 9,7 %            |
| NPD             | Dirk Bethke        | 4,2 %            | 4,5 %            |
| FDP             | Helga Westland     | 2,9 %            | 3,0 %            |
| PIRATEN         |                    |                  | 2,4 %            |
| FAMILIE         |                    |                  | 1,9 %            |
| FREIE WÄHLER    |                    |                  | 0,6 %            |
| Die PARTEI      |                    |                  | 0,2 %            |
| AUF             |                    |                  | 0,2 %            |
| AB              |                    |                  | 0,2 %            |
| APD             |                    |                  | 0,1 %            |
| REP             |                    |                  | 0,1 %            |
| PBC             |                    |                  | 0,1 %            |
| ödp             |                    |                  | 0,1 %            |
| Einzelbewerber  | Andreas Golze      | 0,9 %            |                  |
| Wahlberechtigte | 47.963 Einwohner   | 47.963 Einwohner | 47.963 Einwohner |
| Wahlbeteiligung | 59,1 %             | 59,1 %           | 59,1 %           |

## Wahl 2006
Bei der Landtagswahl in Mecklenburg-Vorpommern 2006 gab es folgende Ergebnisse:
| Partei          | Direktkandidat     | Erststimmen      | Zweitstimmen     |
| --------------- | ------------------ | ---------------- | ---------------- |
| CDU             | Peter Stein        | 33,7 %           | 31,1 %           |
| SPD             | Volker Schlotmann  | 27,5 %           | 27,5 %           |
| PDS             | Fritz Tack         | 16,2 %           | 15,8 %           |
| FDP             | Helga Kentzler     | 10,7 %           | 11,9 %           |
| NPD             | Alexander Barten   | 5,0 %            | 5,4 %            |
| GRÜNE           | Steffen Marklein   | 3,9 %            | 4,0 %            |
| FAMILIE         |                    |                  | 1,1 %            |
| WASG            | Hans Rothe         | 1,5 %            | 0,9 %            |
| GRAUE           |                    |                  | 0,7 %            |
| Bündnis für M-V |                    |                  | 0,6 %            |
| Deutschland     | Gabriele Müller    | 0,8 %            | 0,4 %            |
| PBC             |                    |                  | 0,3 %            |
| AGFG            |                    |                  | 0,2 %            |
| AB              |                    |                  | 0,1 %            |
| APD             |                    |                  | 0,1 %            |
| Offensive D     |                    |                  | 0,1 %            |
| Einzelbewerber  | Karl-Heinz Klinger | 0,9 %            |                  |
| Wahlberechtigte | 48.202 Einwohner   | 48.202 Einwohner | 48.202 Einwohner |
| Wahlbeteiligung | 64,9 %             | 64,9 %           | 64,9 %           |

## Wahl 2002
Bei der Landtagswahl in Mecklenburg-Vorpommern 2002 gab es folgende Ergebnisse:
| Partei          | Direktkandidat    | Erststimmen      | Zweitstimmen     |
| --------------- | ----------------- | ---------------- | ---------------- |
| SPD             | Volker Schlotmann | 38,9 %           | 38,8 %           |
| CDU             | Peter Stein       | 33,1 %           | 31,9 %           |
| PDS             | René Wiggers      | 16,0 %           | 16,1 %           |
| FDP             | Helga Kentzler    | 7,0 %            | 5,9 %            |
| GRÜNE           | Rüdiger Zöllig    | 3,3 %            | 2,9 %            |
| Schill          | Olaf Schneider    | 1,7 %            | 1,6 %            |
| SPASSPARTEI     |                   |                  | 1,0 %            |
| NPD             |                   |                  | 0,6 %            |
| Bürgerpartei MV |                   |                  | 0,4 %            |
| GRAUE           |                   |                  | 0,2 %            |
| REP             |                   |                  | 0,2 %            |
| PBC             |                   |                  | 0,2 %            |
| V.P.M.V.        |                   |                  | 0,1 %            |
| Wahlberechtigte | 51.592 Einwohner  | 51.592 Einwohner | 51.592 Einwohner |
| Wahlbeteiligung | 74,9 %            | 74,9 %           | 74,9 %           |